# 2005年波士頓洛根機場跑道入侵事故
2005年波士頓洛根機場跑道入侵事故发生于美國東部時間（夏令時）2005年6月9日晚19時40分，飛往香儂的愛爾蘭航空132號班機（空客A330-300，載有272人，一說340人）與飛往費城的全美航空1170號班機（波音737-300，載有109人）正先後從波士頓洛根機場起飛，但由於波士頓機場管制員的失誤險些在跑道上相撞，此次事故中無人遇難。

## 事故經過

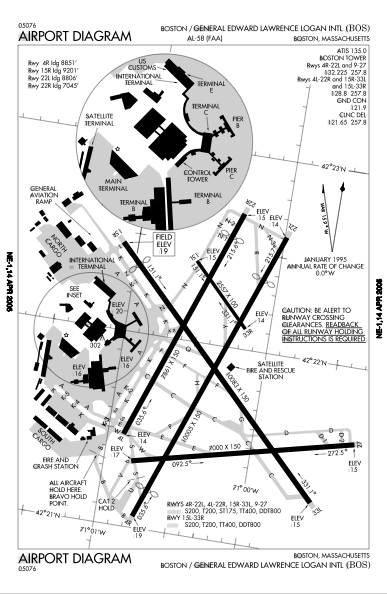
事發時洛根機場跑道的示意圖；由左上至右下者為15R跑道，下部水平傾角較小者為9跑道

為防止無線電通信擁堵，流量大的機場通常會將塔臺設於兩個及以上的位置，如波士頓洛根機場。當晚險些相撞的兩班航機正是由兩個控制塔分別指揮的，愛爾蘭航空EI132號班機由西控制塔負責，全美航空US1170號班機由東控制塔負責。
19時39分10秒，西控制塔通知愛爾蘭航空132號班機從15R跑道起飛，五秒鐘後，東控制塔准許全美航空1170號班機從與15R跑道交叉的9跑道起飛，兩架飛機由此可能相撞。最初由於被候機樓阻擋，兩架飛機的機師彼此看不到對方。
在起飛過程中，全美航空班機的副機長注意到了愛爾蘭航空班機，意識到兩機在跑道交叉處將輕微離地，並且可能相撞，於是向前推動操縱杆，以防止飛機過早起飛，使得飛機順利通過跑道交叉口並在起飛的另一架飛機下通過。兩架飛機通過時，所在高度相差約70英尺（21），愛爾蘭航空客機從全美航空的客機上方飛過，兩機並未相撞。根據美国国家运输安全委员会的報告，全美航空班機已經達到V1速度，無法放棄起飛，在通過跑道交叉口後繼續加速並成功起飛。

## 可能原因
NTSB對此事故的調查顯示，東塔臺管制員於19時38分通知西塔臺准許愛爾蘭航空班機起飛，但在指揮其他航機時忘記了之前愛爾蘭航空班機被准許起飛的事實，而允許了全美航空班機的起飛。事故的可能原因在於東控制塔的管制員未能遵守FAA針對空中交通管制的7110.65規定以及波士頓機場的離港程序，這導致兩架飛機近乎相撞。
事後，波士頓塔臺改變了管制程序，使得僅西控制塔可以批准飛機從15R跑道起飛。此外，為防止跑道入侵，在15R跑道有飛機起飛時，9跑道不能有等待起飛的飛機。一旦出發的航機通過了跑道交叉口，西控制塔必須將這一情況通知東控制塔。

## 外部連結
- 涉事的全美航空客機N394US照片（页面存档备份，存于）
- 涉事的愛爾蘭航空客機EI-ORD照片（页面存档备份，存于）
- NTSB：電腦模擬的事故過程回放（页面存档备份，存于）